# Piotr Kamka
Piotr Kamka (ur. 7 listopada 1891 w Gnieźnie, zaginął 24 lipca 1920 pod Wołpami) – żołnierz armii niemieckiej, powstaniec wielkopolski,  oficer Wojska Polskiego w II Rzeczypospolitej, kawaler Orderu Virtuti Militari. Pośmiertnie awansowany na stopień porucznika.

## Życiorys
Urodził się w rodzinie Ludwika i Krystyny z Kierczyńskich. Absolwent szkoły powszechnej.
W lipcu 1914 wcielony do armii niemieckiej i w jej szeregach walczył na frontach I wojny światowej. Jesienią 1918 powrócił do Gniezna. W styczniu 1919 wstąpił do odrodzonego Wojska Polskiego. W szeregach I batalionu saperów wielkopolskich walczył w powstaniu wielkopolskim na froncie północnym i południowym. Od lutego 1920, będąc dowódcą 1 kompanii XVII batalionu saperów w stopniu podporucznika,  walczył na froncie polsko bolszewickim. Podczas lipcowych walk odwrotowych zdecydowanym atakiem odrzucił oddziały nieprzyjaciela za Niemen, co umożliwiło wycofanie się pozostałym polskim jednostkom z zagrożonego odcinka, następnego dnia kontynuował akcję pod miasteczkiem Wołpy. Zginął w trakcie kolejnego ataku.  Za czyny bojowe został odznaczony Krzyżem Srebrnym Orderu Virtuti Militari i pośmiertnie awansowany na stopień porucznika.

## Ordery i odznaczenia
- Krzyż Srebrny Orderu Virtuti Militari (nr 5543)